# Cal Rei (Maçanet de Cabrenys)
Cal Rei és una construcció de planta en forma d'U amb planta baixa i dos pisos del municipi de Maçanet de Cabrenys (Alt Empordà) inclosa en l'Inventari del Patrimoni Arquitectònic de Catalunya.

## Descripció
Els murs presenten carreus de gran mida i ben tallades a una part de la planta baixa, mentre que en la resta s'ha aplicat un arrebossat o pedra debastada. Totes les obertures tenen els brancals i les llindes realitzats amb pedres ben escairades. Aquestes, a més, experimenten una disminució a mesura que pugem de planta, de forma que les del segon pis són les de menor perímetre. El ràfec apareix decorat amb un motiu geomètric semblant a les dents de serra.
El caràcter noble d'aquest casal resta reforçat per la presència de mènsules a la línia d'impostes del primer pis. Fins i tot a dues d'elles, les que corresponen a la primera obertura del carrer Sant Sebastià, hi ha esculpides dues figures humanes molt tosques que els seus trets anatòmics han estat tractats de forma barroera i inhàbil -probablement ambdues peces són aprofitades d'alguna construcció anterior, i caldria adscriure-les a un escultor romànic. Com a element remarcable també s'ha d'esmentar la gran llinda que hi ha a la portada d'entrada, omplerta totalment pel text d'una inscripció llatina.

## Història
la inscripció de la llinda ens serveix per a datar la construcció del casal l'any 1682. El text transcriu el testament del primer propietari de l'habitatge, i expressa la voluntat del difunt que el casal passi a mans dels seu fill gran.